# Fox Conner

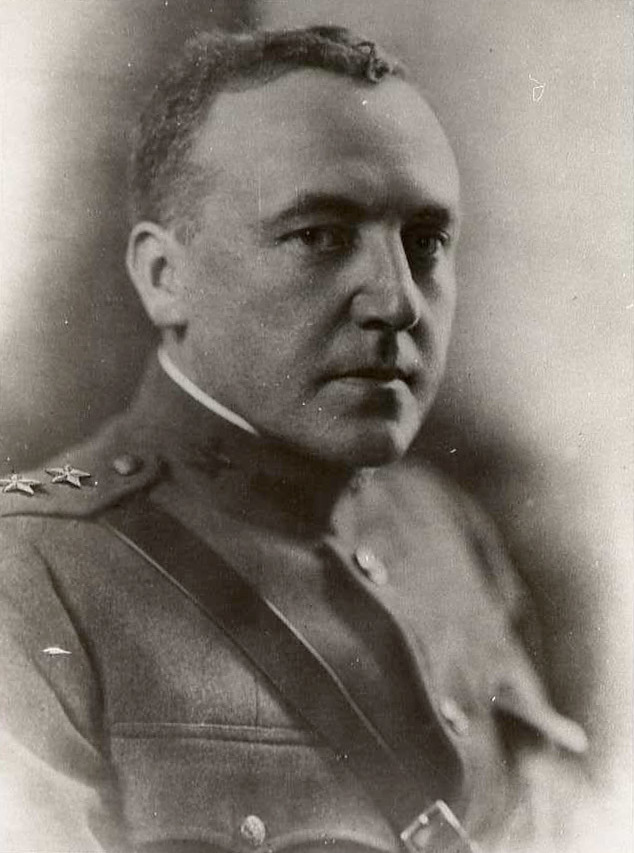
Fox Conner als Major General

Fox Conner (* 2. November 1874 in Slate Springs, Calhoun County, Mississippi; † 13. Oktober 1951 in Washington, D.C.) war ein US-amerikanischer Offizier der United States Army, zuletzt Major General, der im Ersten Weltkrieg als Chef der Operationsabteilung der American Expeditionary Forces (AEF) diente und heute vor allem als Mentor Dwight D. Eisenhowers bekannt ist.

## Leben
Conner wurde als Sohn eines Veteranen auf Seiten der Konföderierten im Amerikanischen Bürgerkrieg geboren, der in der Schlacht von Shiloh sein Augenlicht verloren hatte. Er erhielt an einer ärmlichen Dorfschule seine Schulausbildung. Ein Onkel mütterlicherseits mit Verbindungen zu dem Abgeordneten Hernando Money ermöglichte ihm 1894 den Eintritt in die Militärakademie West Point, wo einer seiner Ausbilder John J. Pershing war. Er graduierte 1898 als 17. einer Klasse von 51 Schülern und war einer von nur drei aus dieser Klasse hervorgegangenen späteren Generäle. Dem 6th Field Artillery Regiment zugeteilt, diente Conner einige Monate in Rhode Island, bevor er als Teil der Besatzungstruppen nach dem Spanisch-Amerikanischen Krieg nach Kuba versetzt wurde. Hier diente er bis August 1900 im Stab von General Fitzhugh Lee in Havanna. In Kuba lernte er seine spätere Ehefrau Virginia Brandreth kennen.
Nach seiner Rückkehr in die USA diente er zeitweilig in den Washington Barracks, D.C., und wurde 1901 als Captain Chef einer Kompanie der Coast Artillery in Fort Hamilton, New York. Von 1905 bis 1906 besuchte er das U.S. Army Staff College in Fort Leavenworth, Kansas, und war anschließend Adjutant in Fort Riley. 1907 wurde er dem Generalstab zugeteilt und besuchte das Army War College. Ab Oktober 1911 war er für ein Jahr dem französischen 22. Artillerieregiment in Versailles attachiert und verbesserte seine Kenntnisse der französischen Sprache. Zurück in den USA diente er auf Posten in Fort Riley, Laredo und Fort Sill, Oklahoma, wo er bis 1916 an der Artillerieschule lehrte. Nach dem Ausbruch des Ersten Weltkrieges war er zeitweilig auch als Beobachter beim französischen Heer eingesetzt. Zum Major befördert, war Conner anschließend bis Mai 1917 im Washingtoner Büro des Generalinspekteurs des Heeres tätig.

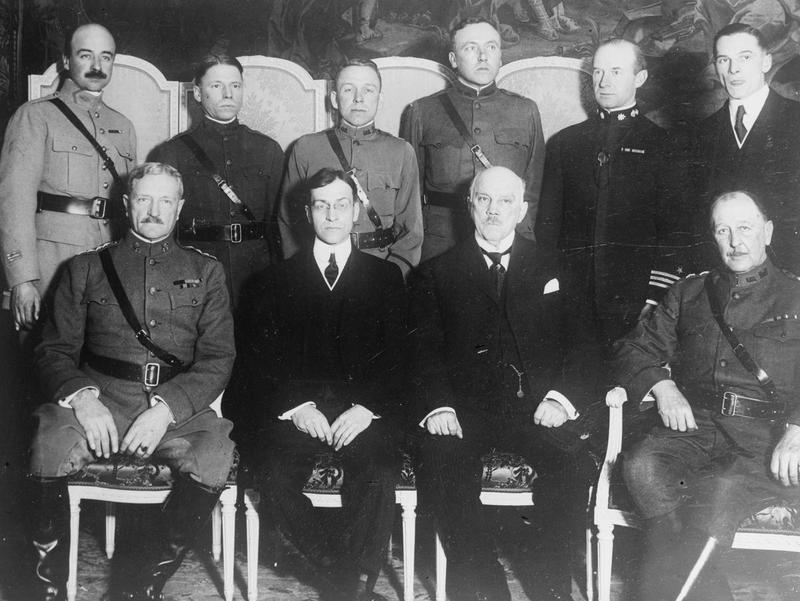
Conner (hinten, 3. v. r.) beim Frankreichbesuch von Kriegsminister Baker im April 1918

Nach dem Kriegseintritt der USA wählte ihn General Pershing als Mitglied seines Stabes aus. Er wurde der Operationsabteilung zugeteilt und war ab November 1917 im temporären Rang eines Colonel Assistant Chief of Staff for Operations (G-3) der AEF. Zu seinen damaligen Untergebenen gehörte George C. Marshall. Als Leiter der Operationsabteilung der AEF war Conner maßgeblich an den Planungen aller größeren Operationen der AEF im Ersten Weltkrieg beteiligt. Im August 1917 wurde er zum temporären Brigadier General befördert.
Zurück in den USA diente Conner im Generalstab und lehrte am Army War College, bis er 1921 in die Panamakanalzone versetzt wurde. Er führte hier bis 1924 den Befehl über eine Brigade und forderte den damaligen Major Dwight D. Eisenhower, den er 1920 kennengelernt hatte, als seinen Gehilfen an. Er protegierte die Karriere Eisenhowers auch in späteren Jahren und sicherte ihm die Aufnahme ans Army Staff College. Eisenhower beschrieb ihn später als den „herausragenden Soldaten meiner Zeit“ und Vaterfigur.
Von 1924 bis 1926 war Conner als Acting Chief of Staff, G‑4 (zuständig für Logistik) im Generalstab in Washington tätig und wurde 1925 in den damals höchsten Friedensrang eines Major General befördert. Ab März 1926 diente er für ein Jahr als Deputy Chief of Staff of the Army unter den Generälen John L. Hines und Charles P. Summerall. Im Mai 1927 übernahm er für einige Monate die 1st Infantry Division in Fort Hamilton, bevor er Anfang 1928 als Befehlshaber des Hawaiian Department nach Honolulu versetzt wurde. Auf diesem Posten verblieb er bis zum August 1930. Er war 1930 Favorit des pensionierten Generals Pershing als neuer Chief of Staff of the Army, ihm wurde jedoch der jüngere Douglas MacArthur vorgezogen. Von 1930 bis zu seiner Pensionierung 1938 war Conner anschließend Befehlshaber des I Corps Area mit Hauptquartier in Boston, Massachusetts. Ab 1936 war er zugleich Oberbefehlshaber der First Army.
Conner starb 1951 im Alter von 76 Jahren im Walter-Reed-Militärkrankenhaus. Seine Asche wurde im Brandreth Park, New York, verstreut. Ein Kenotaph auf dem Dale Cemetery in Ossining, New York, erinnert an ihn.